# Spark ODYSSEY 21
A Spark ODYSSEY 21, más néven Odyssey 21 egy elektromos off-road versenyautó, amelyet kifejezetten az Extreme E sorozatban fognak használni, ez az autóversenyek javasolt osztálya, amely kizárólag elektromos járműveket használ a terepen való versenyzéshez a világ rendkívül távoli részein, elektromos terepjárókkal.

## Fejlesztés és promóció
Először 2018 augusztusában jelentették be, hogy a Formula–E egy új „Extreme E” elektromos SUV-sorozatot üzemeltet, amely olyan kihívásokkal teli helyeken és terepeken fog versenyezni, mint a Himalája és az Északi-sarkvidék, és először a gyártóknak mutatták be szériák korlátozott területeit a nyílt fejlesztéshez, beleértve a motorokat és a karosszériát is, bár az alapváz meghatározott specifikáció lenne, és az autóknak a közúti SUV modellek sziluettjeinek kellett lenniük.
2019. február 1-jén a sorozat bejelentette, hogy az autók a Formula E bajnokságra kifejlesztett technológiát fogják használni, az előírásoknak megfelelő alkatrészek az alapváz, az akkumulátor, a futómű, az ECU és a szoftverek, valamint az FE erőátviteli motor, az utolsó választható. A Forma E kasztni-kivitelezőjét, a Spark Racing Technologyt szintén az alap XE alváz gyártóként jelentenék be. Ugyanebben a közleményben elhangzott, hogy a sorozat ügyfélcsapat-megközelítést alkalmaz, és minden gyártó szabadon értékesítheti erőforrásait legfeljebb két vásárlónak felső áron.
2019. április 23-án pontosítást adtak ki, amely részletesen ismerteti a Spark Racing Technology részvételét. A Spark a felfüggesztésen, lengéscsillapítókon, a fékezésen és a kormányzáson kívül megépíti az autó acélcsöves acél vázat, ütközésszerkezetet és gördülő ketrecet. A gyártók számára a bodykit területeket a motor burkolataként, oldalsó burkolatként, lámpákként, valamint az első és hátsó lökhárítóként is meghatározták.
2019. július 5-én a Goodwood Speed of Speed Festival alkalmával az Extreme E levette az autó burkolatait, felfedve ODYSSEY 21 nevét, nióbiummal megerősített acélötvözetből készült csőkerettel, ütközési szerkezettel és gördülő ketreccel, miközben mindkét gumiabroncs a téli és nyári viszonyokat az alapító partner, a Continental biztosítja. Ugyanezen a napon, a nyilvánosságra hozatal után, a Spark Racing Technologies technikai igazgatója, Theophile Gouzin elárulta, hogy az autót szeptember után számos rali-világbajnokság és Dakar-rali helyszínen, például Château de Lastours-ban kellett meglátogatni. A 2021-es debütálás. A hétvégén az autó bemutatót futott a Goodwood hillclimb pályán, amelyet a Spark-Renault SRT 01E motor hajtott.
A járművet 2020 januárjában Szaúd-Arábiában a Dakar-ralin mutatták be. Guerlain Chicherit egy nappal a verseny kezdete előtt vezette a járművet egy shakedown során. Ken Block versenyzőként versenyzett a 12. utolsó szakaszon Haradh és Al-Qiddiya között vendégként a szervező A.S.O meghívására.

## Fordítás
Ez a szócikk részben vagy egészben  a   Spark ODYSSEY 21 című angol Wikipédia-szócikk ezen változatának fordításán alapul.  Az eredeti cikk szerkesztőit annak laptörténete sorolja fel. Ez a jelzés csupán a megfogalmazás eredetét és a szerzői jogokat jelzi, nem szolgál a cikkben szereplő információk forrásmegjelöléseként.